# Антим III Константинополски
Антим III Константинополски (на гръцки: Άνθιμος) е православен духовник, вселенски патриарх в Цариград от 3 март 1840 до 18 май 1841 година и от 30 октомври 1848 до 11 ноември 1852 година.

## Биография
Роден е със светската фамилия Хорианопулос (Χωριανόπουλος) в 1762 година в село Комиаки (днес Коронида) на Наксос. Баща му е от Лакония. Служи като велик архидякон на Вселенската патриаршия, портар (велик еклисиарх) и велик протосигел. През май 1797 година е избран и по-късно ръкоположен за митрополит на Смирна. На 20 октомври 1821 година е избран за Халкидонски митрополит. Арестуван е от властите и е затворен за седем месеца в затворите на Бостанджибаши. На 30 юли 1822 година е избран за вселенски патриарх. На 9 юли 1824 година подава оснавка и се устанявовя първо в Хрисуполис (Юскудар) от азиатската страна на Босфора, а след това в манастира „Свети Йоан Предтеча“ в Зинджидере. През декември 1825 година, след разрешение на султана, той се установява в Смирна, където умира на 13 август 1842 година. Погребан е в църквата „Свети Йоан Богослов“.